# Gordon Persons
Seth Gordon Persons (ur. 5 lutego 1902 w Montgomery, zm. 29 maja 1965 tamże) – amerykański polityk z Partii Demokratów, pełnił funkcję gubernatora Stanu Alabama w latach 1951–1955.